# Ergun
Ergun (chiń. 额尔古纳; pinyin É’ěrgǔnà) – miasto na prawach powiatu w północno-wschodnich Chinach, w regionie autonomicznym Mongolia Wewnętrzna, w prefekturze miejskiej Hulun Buir. W 1999 roku liczba mieszkańców miasta wynosiła 82 998.